# 어 (성씨)
어(魚)씨는 중국과 한국의 성씨이다. 어(魚)씨는 2015년 대한민국 통계청 인구 조사에서 18,849명으로 조사되었다. 본관은 함종, 경흥, 충주 3본이 있으며, 함종 어씨의 인구가 가장 많다.

## 함종 어씨
함종어씨(咸從 魚氏)의 시조 어화인(魚化仁)은 중국 남송(南宋) 풍현(馮翊縣) 출신으로 난을 피하여 명종 때 고려에 동래(東來)하여 처음 강원도 강릉에 왔다가 뒤에 평안도(平安道) 함종현(咸從縣)으로 세거지를 옮겼다. 어화인은 고려 명종 때 호장동정(戶長同正)을 역임하였다. 2세 어영기(魚永寄)부터 6세 검교군기감사공(檢校軍器監事公) 어석공(魚石公)까지 고려조에 벼슬하여 현족(顯族)으로 세거하였다.
11세손 어변갑(魚變甲)의 아들 어효첨(魚孝瞻)은 대사헌·이조판서 등을 역임하고 중추부판사로 치사하였으며, 함종부원군(咸從府院君)에 봉해졌다. 어효첨의 아들 어세겸(魚世謙)은 연산군 때 좌의정에 오르고, 어세공(魚世恭)은 우참찬에 이르렀다.
영돈녕부사 어유구의 딸 선의왕후 어씨(魚氏)가 조선 20대 왕 경종의 왕비가 되면서 함종현이 함종부(咸從府)로 승격되었다.
인물로는 어재연, 어영담, 어윤중 등이 있다. 현대 인물로는 어윤배, 어윤대, 어청수, 배우 류수영(본명 어남선)등이 있다. 2015년 인구는 15,746명이다.

## 충주 어씨
충주 어씨(忠州 魚氏)의 시조 어중익(魚重翼)의 본래 성은 지(池)씨였으며, 금자광록대부(金紫光錄大夫) 문하시중(門下侍中) 평장사(平章事)에 이르렀다. 어중익의 14대손 어승진(魚升震)의 증손자 어유소(魚有沼)가 조선 세종, 성종 때 북변의 야인을 정벌하였고 조선 세조 때 이시애의 난을 평정하고 예성군에 봉해졌다. 2015년 인구는 2,288명이다.

## 경흥 어씨
경흥 어씨(慶興 魚氏)의 시조는 어계복(魚繼福)이다. 명나라 상서시랑(尙書侍郞) 어석규(魚石奎)의 손자 어계복(魚繼福)이 명나라 상란(喪亂)을 피하여 함경도 경흥(慶興)에 표착(漂着)하였다. 어계복의 손자 어진해(魚震海, 1690년 ∼ 1762년)는 1727년(조선 영조 3) 무과(武科)에 급제하였고, 검모포진장(黔毛浦鎭將)으로 재직하고 있을 때, 굶주린 백성들을 잘 진휼하였다. 그 후 검모포만호(黔毛浦萬戶), 삼전도별장(三田渡別將), 영성진첨절제사(寧城鎭僉節制使), 인산진첨절제사(麟山鎭僉節制使), 충익위장(忠翊衛將), 동지중추부사(同知中樞府事) 등을 역임하였다. 2000년 인구는 542명이다.